# Österreichische Fußball-Frauenmeisterschaft 1988/89
Die österreichische Fußball-Frauenmeisterschaft wurde 1988/89 zum 17. Mal nach der 35-jährigen Pause zwischen 1938 und 1972 ausgetragen. Die höchste Spielklasse ist die Frauen-Bundesliga und wurde vom Österreichischen Fußballbund zum 7. Mal durchgeführt. Die zweithöchste Spielklasse, in dieser Saison die 10. Auflage, war die Frauenliga Ost, die zum 7. Mal vom Wiener Fußball-Verband veranstaltet wurde.
Österreichischer Fußballmeister wurde zum achten Mal USC Landhaus. Der Meister der zweithöchsten Spielklasse wurde in der Frauenliga Ost die zweite Mannschaften von USC Landhaus.

## Erste Leistungsstufe – Frauen-Bundesliga

### Modus
Jeder spielte gegen jeden zweimal in insgesamt 20 Runden. Ein Sieg wurde mit zwei Punkten belohnt, ein Unentschieden mit einem Zähler.

### Saisonverlauf
Die Liga setzte sich gegenüber dem Vorjahr, in dem zehn Vereine teilnahmen, aus elf Teams zusammen, wobei der ASV Vösendorf heuer neu in der Bundesliga war. Meister wurde die USC Landhaus, die damit ihren achten Titel gewann.

### Abschlusstabelle
Die Meisterschaft endete mit folgendem Ergebnis:
| Pl.                            | Verein                      | Sp. | S  | U | N  | Tore    | Diff. | Punkte |
| ------------------------------ | --------------------------- | --- | -- | - | -- | ------- | ----- | ------ |
| 1.                             | USC Landhaus (M, C)         | 20  | 17 | 2 | 1  | 087:120 | +75   | 36     |
| 2.                             | Union Kleinmünchen          | 20  | 16 | 2 | 2  | 100:190 | +81   | 34     |
| 3.                             | 1. DFC Leoben               | 20  | 16 | 1 | 3  | 099:130 | +86   | 33     |
| 4.                             | SC Brunn am Gebirge B1      | 20  | 14 | 4 | 2  | 098:190 | +79   | 32     |
| 5.                             | DFC Ostbahn XI              | 20  | 9  | 1 | 10 | 062:360 | +26   | 19     |
| 6.                             | ASV Vösendorf (N)           | 20  | 9  | 1 | 10 | 041:430 | −2    | 19     |
| 7.                             | DFC Heidenreichstein        | 20  | 8  | 2 | 10 | 049:410 | +8    | 18     |
| 8.                             | LUV Graz                    | 20  | 3  | 5 | 12 | 029:850 | −56   | 11     |
| 9.                             | ESV Stadlau/Kaisermühlen    | 20  | 3  | 4 | 13 | 029:980 | −69   | 10     |
| 10.                            | DFC St. Peter am Ottersbach | 20  | 1  | 3 | 16 | 018:113 | −95   | 05     |
| 11.                            | KSV Wiener Berufsschulen    | 20  | 1  | 1 | 18 | 014:147 | −133  | 03     |
| Stand: Endstand. Quelle: NOeFV |                             |     |    |   |    |         |       |        |

| (M) | Österreichischer Fußball-Frauenmeister 1987/88 |
| (C) | ÖFB-Ladies-Cup-Sieger 1987/88                  |
| (N) | Neuaufsteiger der Saison 1987/88               |

Aufsteiger
- Frauenliga Ost: SC Neunkirchen, SV Wienerfeld
- Wien: First Vienna FC 1894 B1

## Zweite Leistungsstufe – Frauenliga Ost

### Modus
Jeder spielte gegen jeden zweimal in insgesamt 16 Runden. Ein Sieg wurde mit zwei Punkten belohnt, ein Unentschieden mit einem Zähler.

### Saisonverlauf
Die Liga setzte sich wie im Vorjahr aus neun Klubs zusammen. Neu dabei waren der SC Großrußbach und der DFC Laimbach, die damit das B-Team von dem DFC Ostbahn XI sowie den aufgestiegenen ASV Vösendorf ersetzten. Meister wurde in dieser Saison die B-Mannschaft von der USC Landhaus, die jedoch nicht berechtigt ist in die höchste Spielklasse aufzusteigen, da dort bereits die A-Elf vertreten ist. Als Aufsteiger wurden deshalb der zweit- und drittplatzierte Vereine gehandelt, also der SC Neunkirchen und der SV Wienerfeld.

### Abschlusstabelle
Die Meisterschaft endete mit folgendem Ergebnis:
| Pl.                            | Verein             | Sp. | S  | U | N  | Tore    | Diff. | Punkte |
| ------------------------------ | ------------------ | --- | -- | - | -- | ------- | ----- | ------ |
| 1.                             | USC Landhaus II    | 16  | 13 | 1 | 2  | 054:180 | +36   | 27     |
| 2.                             | SC Neunkirchen     | 16  | 12 | 1 | 3  | 068:140 | +54   | 25     |
| 3.                             | SV Wienerfeld      | 16  | 11 | 2 | 3  | 039:170 | +22   | 24     |
| 4.                             | DFC Laimbach (N)   | 16  | 7  | 3 | 6  | 034:410 | −7    | 17     |
| 5.                             | SC Krems           | 16  | 6  | 3 | 7  | 044:350 | +9    | 15     |
| 6.                             | SC-ESV Parndorf    | 16  | 6  | 3 | 7  | 030:280 | +2    | 15     |
| 7.                             | SC Großrußbach (N) | 16  | 5  | 1 | 10 | 020:440 | −24   | 11     |
| 8.                             | DFC Obersdorf      | 16  | 3  | 3 | 10 | 019:300 | −11   | 09     |
| 9.                             | SC Stetteldorf     | 16  | 0  | 1 | 15 | 001:820 | −81   | 01     |
| Stand: Endstand. Quelle: NOeFV |                    |     |    |   |    |         |       |        |

| (A) | Absteiger der Saison 1987/88     |
| (N) | Neueinsteiger der Saison 1987/88 |

Aufsteiger
- Burgenland: keiner
- Niederösterreich: keiner
- Wien: Austria XIII, SV Wienerfeld II